# Хелльберг, Рут
Рут Хелльберг (нем. Ruth Hellberg, настоящие имя и фамилия — Рут Холль нем. Ruth Holl; 2 ноября 1906, Берлин, Германская империя — 26 апреля 2001, Фельдафинг, Бавария, Германия) — немецкая театральная и киноактриса.

## Биография
Рут Холль родилась 2 ноября 1906 года в Берлине, столице Германской империи, в семье театрального режиссера Фрица Холля и актрисы и преподавательницы драмы Маргит Хелльберг. Дебютировала как актриса в 1923 году в театре Meininger и с 1933 и до 1991 года, снялась в более 25 фильмах.
После окончания Второй мировой войны Рут Хелльберг выступала преимущественно в театре, последний раз появившись на экране в фильме 1991 года «В кругу близких». С 1948 года работала актрисой озвучивания.

## Избранная фильмография
- 1940 — Бисмарк
- 1940 — Почтмейстер
- 1941 — Возвращение домой